# 梅普爾維尤 (明尼蘇達州)
梅普爾維尤（英語：Mapleview）是一個位於美國明尼蘇達州毛爾縣的城市。

## 人口
根據2020年美國人口普查的數據，梅普爾維尤的面積為0.48平方千米，皆為陸地。當地共有人口144人，而人口密度為每平方千米300人。